# Серунденг
Серунде́нг (индон. serundeng [sərundɛŋ]), также серунди́нг (индон. serunding [sərundiŋ]) — приправа, широко применяемая в индонезийской кухне, представляющая собой  мелкую стружку мякоти кокосового ореха, прожаренную с различными специями. Является традиционным кулинарным специалитетом острова Ява, популярен и во многих других регионах Индонезии.
Серунденгом часто посыпают готовые кушанья — варёный рис, различные супы и тушёные блюда. Кроме того, он широко используется при обжарке мяса, курятины, рыбы, тофу и некоторых других продуктов. При этом блюдо, приготовленное в серунденге, обычно также называется серунденгом с соответствующим уточнением — мясной серунденг, креветочный серунденг (индон. serundeng daging, serunderng udang).

## Происхождение и распространение
Серуденг традиционно является одним из основных способов кулинарной обработки мякоти кокосового ореха, который исторически относится к числу наиболее употребимых продуктов в рационе жителей Малайского архипелага. Известно, что эта приправа широко использовалась местным населением ещё в период нидерландской колонизации Индонезии. Более того, она вошла в арсенал сформировавшейся в среде колонизаторов «ост-индской» кухни, сочетавшей как индонезийские, так и европейские элементы. В частности, блюда, приготовленные с серунденгом или приправленные им, стали популярными составляющими рийстафеля — комплексного обеда из нескольких поданных одновременно блюд, некоторого подобия современного шведского стола, введённого в обиход голландцами в период их владычества в Индонезии и сохраняющего определённую популярность в современных Нидерландах и, в меньшей степени, в самой Индонезии, а также в некоторых странах, бывших в различное время нидерландскими колониями.
В настоящее время серунденг пользуется популярностью в различных районах Индонезии. Наиболее значительное место эта приправа занимает в яванской кухне, которая объединяет кулинарные традиции населения Центральной и Восточной Явы и представляет собой одну из главных региональных составляющих индонезийской кухни.

## Приготовление
Исходным сырьём для серунденга является мякоть молодого кокоса, переработанная в мелкую стружку. В прошлом для её измельчения использовались специальные скребки, в современных же условиях в ход идут тёрки либо блендеры. Кроме того, готовая кокосовая стружка повсеместно продаётся в Индонезии как на традиционных рынках, так и в продовольственных магазинах современного типа.
К кокосовой стружке примешивается определённый набор специй, пряностей и других вкусовых добавок, состав которого могут быть весьма различными. Чаще всего в него входят измельчённый лук-шалот, чеснок, перец чили, куркума длинная, кориандр, сок тамаринда, нередко — репчатый лук, чёрный перец, креветочная паста и пальмовый сахар. Помимо этого, в серунденг нередко добавляются дроблеёные зёрна арахиса. Объём вкусовых добавок также может значительно варьировать, однако он в любом случае значительно уступает объёму основного ингредиента — кокосовой стружки.
Смешанная со специями, кокосовая стружка в течение 10—15 минут обжаривается на раскалённой сковороде без растительного масла, реже — с небольшим количеством растительного масла. В последнем случае в масле нередко предварительно прожаривается дополнительный набор специй — таких, как альпиния галанга, куркума, лавр индийский, листья каффир-лайма, перец чили.
В готовом виде серунднг имеет достаточно сухую и рассыпчатую консистенцию. Его цветовые оттенки зависят от использованных специй: так, значительное количество куркумы придаёт кокосовой стружке желто-оранжевый цвет, перца чили, креветочной пасты или пальмового сахара — красноватый, сока тамаринда — коричневый. Вкус готовой приправы — также в зависимости от набора специй — может варьировать от сладковато-пряного до жгуче-острого. Дроблёный арахис обычно делает серунднг более хрустящим и, одновременно, чуть более маслянистым.

## Применение
Готовый серунденг может достаточно долго храниться при комнатной температуре: помещённый в плотно закрытую ёмкость, он сохраняет свои вкусовые качества около двух недель. Жареная со специями кокосовая стружка используется как приправа ко многим готовым кушаньям: особенно часто им часто посыпают варёный рис и различные блюда на рисовой основе, а также супы, которые весьма популярны на Яве. Она служит непременным дополнением к гепуку — традиционному сунданскому говяжьему жаркому, а также к такому джакартскому кулинарному специалитету, как керак-телор, который представляет собой подобие омлета с начинкой из клейкого риса и сырой кокосовой стружки: сразу после завершения жарки эти кушанья обильно посыпается серунденгом. Иногда серунденг подают как приправу к одному из наиболее популярных блюд индонезийской кухни — миниатюрным шашлычкам сате.
Кроме того, серунденг нередко служит дополнительным ингредиентом при приготовлении блюд из различных продуктов, в том числе из мяса, курятины, рыбы, креветок, тофу. Как правило, он в большом количестве добавляется в сковороду после предварительной прожарки основных продуктов в масле или каком-то соусе, после чего жарка продолжается ещё достаточно долго. Готовое блюдо в таких случаях обычно также называется серунденгом с соответствующим уточнением — мясной серунденг, креветочный серунденг (индон. serundeng daging, serunderng udang). В различный местностях Индонезии сложились свои традиционные рецепты подобных блюд. Так, кулинарным специалитетом Джакарты является серунденг из темпе, а центральнояванского округа Рембанг — серунденг из мелкой рыбы семейства анчоусовых. В провинции Риау популярен серуденг из коровьего гороха, а на Восточном Калимантане — из акклиматизированной там мозамбикской тиляпии.